# Bodeli
Bodeli là một thị trấn thống kê (census town) của quận Vadodara thuộc bang Gujarat, Ấn Độ.

## Nhân khẩu
Theo điều tra dân số năm 2001 của Ấn Độ, Bodeli có dân số 10.494 người. Phái nam chiếm 52% tổng số dân và phái nữ chiếm 48%. Bodeli có tỷ lệ 72% biết đọc biết viết, cao hơn tỷ lệ trung bình toàn quốc là 59,5%: tỷ lệ cho phái nam là 78%, và tỷ lệ cho phái nữ là 65%. Tại Bodeli, 11% dân số nhỏ hơn 6 tuổi.